# Põhimaantee 8
De Põhimaantee 8 is een hoofdweg in Estland. De weg loopt van Tallinn naar Paldiski en is een onderdeel van de Europese weg 265 tussen Tallinn en Kapellskär. De weg is 47,2 kilometer lang.
De Põhimaantee 8 begint aan de westkant van Tallinn en loopt daarna verder naar het westen. Bij Keila sluit de rondweg van Tallinn, de Põhimaantee 11, aan op de weg. Uiteindelijk komt de weg aan in de havenstad Paldiski, waar de veerpont naar Zweden vertrekt.

## Geschiedenis
Oorspronkelijk, aan het begin van de jaren negentig heette de Põhimaantee 8 Tugimaantee 19. Dit nummer heeft de weg maar korte tijd gehouden. In 1998 werd besloten om de weg aan het hoofdwegennet toe te voegen. Sindsdien heet de weg Põhimaantee 8.